# Grabie (województwo opolskie)
Grabie (dodatkowa nazwa w j. niem. Heinrichsfelde) – wieś fryderycjańska w Polsce, położona w województwie opolskim, w powiecie opolskim, w gminie Łubniany, 20 km w kierunku północno-wschodnim od Opola. Miejscowość zajmuje 150 hm² (ha) i mieszka w niej 156 ludzi (stan na 2002 rok).
W latach 1975–1998 miejscowość należała administracyjnie do województwa opolskiego.
Miejscowość jest położona na Równinie Opolskiej, na Obszarze Chronionego Krajobrazu „Lasy Stobrawsko-Turawskie”, w pobliżu Stobrawskiego Parku Krajobrazowego i Jeziora Turawskiego, między Borami Turawskimi od południowego wschodu a Dębowymi Górami od północnego zachodu. Najbliższe miasta to: Kluczbork, Olesno, Dobrodzień, Kolonowskie, Ozimek, Opole i Wołczyn.

## Historia
Miejscowość została założona w 1783 r., dekretem króla Fryderyka II. Wielkiego (kolonizacja fryderycjańska), a jej nazwa została nadana na cześć brata króla, Henryka Pruskiego. W 1821 r. miejscowość była oznaczana jako „królewska kolonia” (niem. „kgl. Kolonie”). W 1830 r. w miejscowości działała szkoła ewangelicka. 1 kwietnia 1938 r. do miejscowości włączono Kobylno. 15 marca 1947 r. miejscowości nadano nazwę Grabie.

## Zabytki
Do wojewódzkiego rejestru zabytków wpisany jest:
- kościół ewangelicki, obecnie rzymskokatolicki fil. pw. św. Bartłomieja. Został on wybudowany w 1920 r. przez wspólnotę ewangelicko-augsburską; poświęcenia dokonano 21 stycznia 1924 r[11]. Gdy w 1925 r. do miejscowości przybył ks. Heintz Reder, została w niej utworzona samodzielna parafia ewangelicka. Ks. Reder był jej proboszczem do 1939 r. Od zakończenia II wojny światowej kościół był filią parafii ewangelicko-augsburskiej pw. Zbawiciela w Kluczborku. W 2009 r., decyzją Rady Parafialnej parafii kluczborskiej, kościół został przekazany rzymskokatolickiej parafii pw. św. Bartłomieja Apostoła w Jełowej[12].

Inne obiekty:
- cmentarz zlokalizowany jest obok kościoła.

## Liczba mieszkańców
| Rok                | 1784 | 1821 | 1830 | 1861 | 1890 | 1910 | 1925 | 1933 | 1939 | 1960 | 1964 | 1965 | 1994 | 2002 |
| Liczba mieszkańców | 103  | 129  | 173  | 195  | 261  | 252  | 274  | 275  | 610  | 236  | 209  | 257  | 173  | 156  |

(Źródła)

## Komunikacja
Przez miejscowość przechodzi 1 droga krajowa nr 45 (ulica Oleska) i 1 droga powiatowa nr 1743 (ulica Wiejska, prowadząca od drogi krajowej nr 45 przez Grabie, Kobylno i Niwę do dróg powiatowej nr 1741 i wojewódzkiej nr 463). Do miejscowości można też dojechać drogami polnymi od strony Jełowej (przedłużenia ulicy Młyńskiej). Najbliższe drogi rangi wojewódzkiej to: 461 (ok. 3 km – Jełowa), 463 (ok. 6 km – Ligota Turawska, ok. 7 km – Bierdzany) i 494 (ok. 8 km – Bierdzany).
Najbliższe stacje i przystanki kolejowe to: Jełowa (ok. 4 km), Kały (ok. 4 km) i Osowiec Śląski (ok. 5 km, nieczynna), znajdujące się przy liniach kolejowych nr 293 (Jełowa-Kluczbork) i 301 (Opole-Namysłów), po których kursują pociągi Przewozów Regionalnych Sp. z o.o., relacji Opole-Namysłów, Nysa-Kluczbork i Opole-Kluczbork. Najbliższe węzły kolejowe to: Jełowa, Opole Główne (ok. 21 km), Kluczbork (ok. 28 km) i Fosowskie (ok. 34 km).
W miejscowości znajduje się 1 przystanek autobusowy („Grabie, skrz.”), przy którym zatrzymują się autobusy: PKS-u Częstochowa w Częstochowie SA, PKS-u w Kluczborku Sp. z o.o., PKS-u w Lublińcu Sp. z o.o., Opolskiego PKS-u SA i PKS-u Wieluń Sp. z o.o., kursujące na trasach: Opole-Bierdzany, Opole-Jaworzno, Opole-Kluczbork, Opole-Olesno, Opole-Pajęczno, Opole-Praszka, Opole-Uszyce i Opole-Wieluń.